# District historique de Sullivan's Island
Pour les articles homonymes, voir Sullivan.
Le district historique de Sullivan's Island – ou Sullivan's Island Historic District en anglais – est un district historique américain situé à Sullivan's Island, dans le comté de Charleston, en Caroline du Sud. Il est inscrit au Registre national des lieux historiques depuis le 6 septembre 2007.